# Alejandro Jodorowsky
Alejandro Jodorowsky Prullansky (Tocopilla, 17 de fevereiro de 1929) é um cineasta, ator, poeta, escritor (filmes e histórias em quadrinhos) e psicólogo ("psicomago", como se autodenomina) chileno-francés.

## Biografia
Alejandro Jodorowsky nasceu no Chile filho de pais judeus ucranianos oriundos de Yekaterinoslav (atual Dnipro) e Elisavetgrad (atual Kropyvnytskyi) no Império Russo (atual Ucrânia). Seu pai, Jaime Jodorowsky Groismann, era um comerciante e era abusivo com sua esposa Sara Felicidad Prullansky Arcavi, e certa vez a acusou de flertar com um cliente. Furioso, ele a agrediu e estuprou, engravidando-a, o que levou ao nascimento de Alejandro. Em 1947 sua família mudou-se para Santiago, onde ele estudou na universidade. Nessa época já trabalhava como palhaço de circo e artista de marionetes.
Em 1953 mudou-se para Paris onde estudou mímica com Marcel Marceau. Trabalhou com Maurice Chevalier e fez seu primeiro filme, "La Cravate", até há pouco tempo dado como perdido. Também em Paris ele conheceu Roland Topor e Fernando Arrabal, e juntos criaram o Moviment Panique em 1962.
O grupo multimídia, que homenageava o deus grego Pan, fazia performances ao vivo misturando teatro de vanguarda, literatura e cinema. Nesse período, Jodorowsky escreveu diversos livros e peças teatrais. No final dos anos 1960, dirigiu peças de vanguarda em Paris e na Cidade do México. Também criou a tira de história em quadrinhos "Fabulas Panicas", e fez seu primeiro filme "de verdade" - Fando y Lis, em 1967, baseado em uma peça de Arrabal.
Em 1970, Jodorowsky lançou "El Topo", um faroeste surrealista criativo e vanguardista. Graças a seu mais ilustre fã, o beatle John Lennon, o filme foi muito comentado e distribuído na América, alcançando status de "cult". Em 1973, lança "The Holy Mountain".

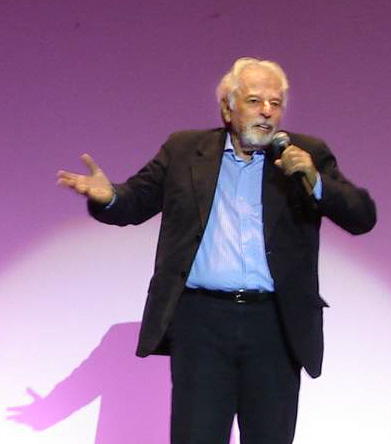
Alejandro Jodorowski em Sitges

Em 1975, retorna à França, onde tenta fazer uma versão cinematográfica do romance "Duna", de Frank Herbert, que teria a participação de Orson Welles e Salvador Dali, trilha sonora de Pink Floyd, e a colaboração visual dos artistas H. R. Giger, Dan O'Bannon e Moebius. O financiamento do filme foi retirado, e o romance acabou sendo filmado nos Estados Unidos por David Lynch.
Entretanto, ainda inspirados pela história de Duna, Jodorowsky e Möebius criam a série de ficção científica em história em quadrinhos L'Incal (O Incal, no Brasil) em 1983. As HQs contam a história do detetive particular John Difool, que recebe o poderoso cristal, Incal Branco. O objeto em suas mãos é muito disputado pelas diversas facções desse universo: os alienígenas, o governo, os rebeldes e uma seita tecnológica que adora o Incal Escuro. Muito da storyboard de Duna é encontrada nessa saga de quadrinhos.
Em 2019  ele lança os quadrinhos The Sons of El Topo, escrito por ele e ilustrado por José Ladrönn. Idealizada em vários volumes (o número definitivo ainda não é sabido), esta graphic novel centrada numa releitura metafísica do Velho Oeste, com tradições judaicas e Nietzsche, em uma espécie de continuação de um de seus filmes mais famosos, El Topo.
O filme seguinte de Jodorowsky foi Tusk, de 1978, a história da amizade entre uma garota e um elefante.
No início dos anos 1980, Jodorowsky dedica-se a escrever histórias em quadrinhos, em diversas parcerias, a mais famosa delas com Moebius, e também continuou escrevendo livros.
Em 1989 volta ao cinema com "Santa Sangre", que foi muito elogiado pela crítica e teve boa distribuição. Em 1990 dirigiu Omar Shareef e Peter O'Toole em "The Rainbow Thief".

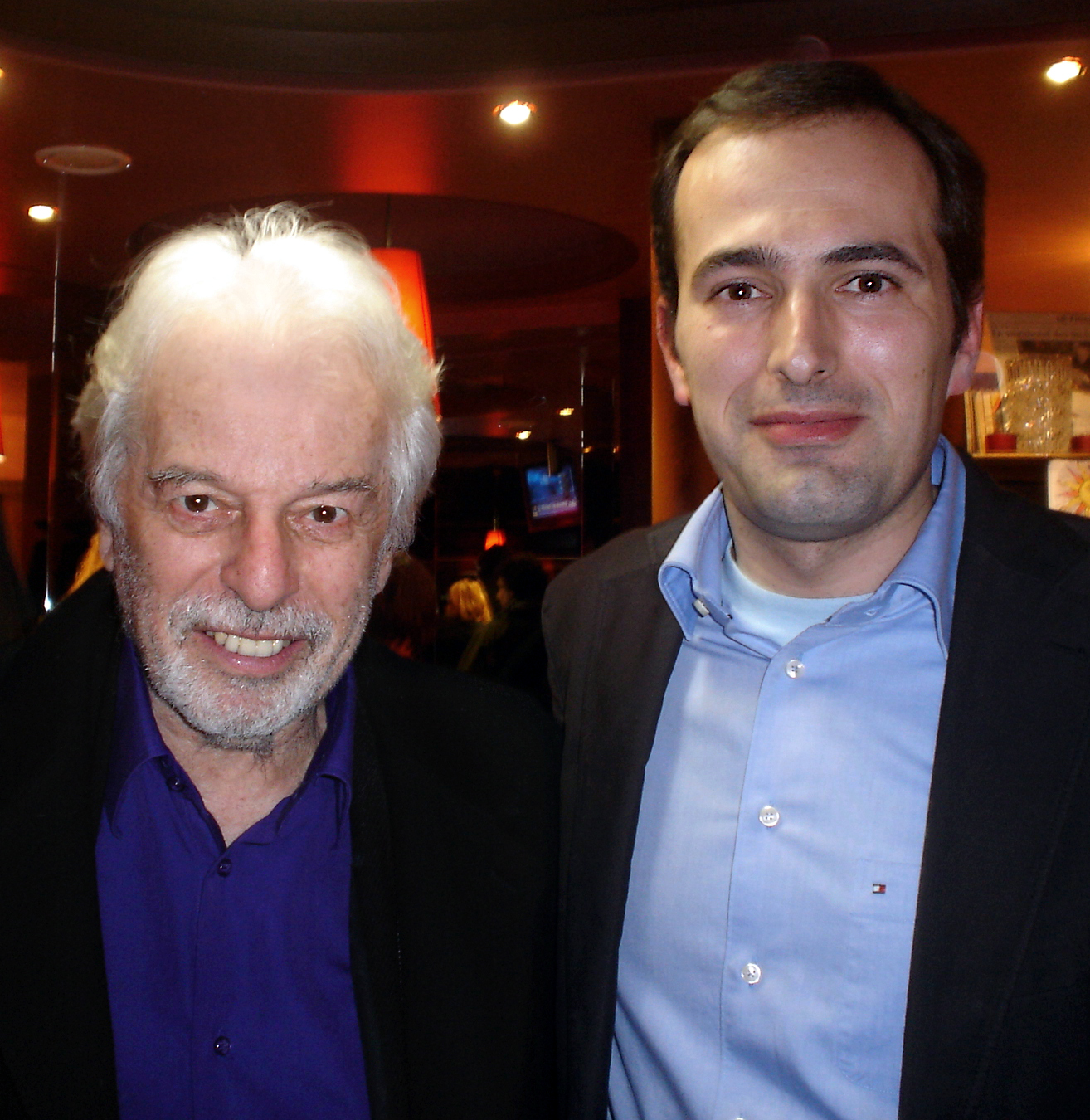
Alejandro Jodorowsky e o escritor espanhol Diego Moldes, Paris, 2008

É casado com a pintora francesa Pascale Montandon em 2010. Tem 4 filhos: Brontis, Cristóbal, Axel e Adan.
Sua grande paixão, onde se dedicou grande parte da sua vida, está nos mistérios originais do Tarot de Marseille. Ele aliado à familia Camoin restaurou o antigo baralho que foi publicado ao mesmo tempo que seu livro intitulado "La via del Tarot". Sua contribuição para desvendar o verdadeiro caminho para a interpretação dos desenhos originais das cartas é de grande valor histórico.
Ele divide toda a estrutura das 78 cartas na revelação da carta 21 - Le Monde, que traduz todo o baralho, dividindo em 2 partes - ativo e receptivo, e céu e terra, e estas em 10 caminhos: 1 - Potência, 2 - Preparação, 3- Ação sem rumos, 4- Estabilidade, 5- transição, 6- Prazer, 7- Ação total, 8- Perfeição, 9- Evolução e 10- Fim e recomeço. E assim ele desvenda finalmente o verdadeiro propósito do Tarot.

## Filmografia
- 1957 – La Cravate (br: A Gravata)
- 1968 – Fando y Lis (br: Fando e Lis)
- 1970 – El Topo
- 1973 – The Sacred Mountain (br: A Montanha Sagrada)
- 1980 – Tusk
- 1989 – Santa Sangre (br: Sangue Ruim)
- 1990 – The Rainbow Thief (br: O Ladrão do Arco-Íris)
- 2013 – La danza de la realidad (br: A Dança da Realidade)
- 2016 – Poesía Sin Fin (br: Poesia Sem Fim)

## Livros em espanhol
- Cuentos pánicos (1963), ilustrado por Roland Topor
- Teatro pánico (1965)
- Juegos pánicos (1965)
- El Topo, fábula pánica con imágenes (1970), guión original de la película El Topo
- Fábulas pánicas (1977), reimpresiones de tiras publicadas en el periódico Heraldo de México
- Las ansias carnívoras de la nada (1991) Novela.
- La trampa sagrada: Conversaciones con Gilles Farcet (1991)
- Donde mejor canta un pájaro (1994) Novela.
- Psicomagia, una terapia pánica (1995)
- Garra de Ángel (1996) ilustraciones de Moebius
- Antología pánica (1996), recopilación de textos por Daniel González-Dueñas
- Los Evangelios para sanar (1997) Ensayo.
- La sabiduría de los chistes (1997), ilustraciones de George Bess Ensayo.
- El niño del jueves negro (1999) Novela.
- Albina y los hombres-perro (2000) Novela.
- La trampa sagrada (2000) Libro de entrevistas.
- No basta decir (2000) Poesía.
- La danza de la realidad (2001) Memorias.
- El loro de siete lenguas (2001) Novela.
- El paso del ganso (2001) Relatos.
- La sabiduría de los cuentos (2001) Ensayo.
- Ópera pánica (2001) Obra de teatro.
- El tesoro de la sombra (2003) Memorias.
- Fábulas pánicas (2003), reimpresiones completas de la tira publicada por el Herlado de México
- El dedo y la luna (2004) Ensayo.
- Piedras del camino (2004) Poesía.
- La vía del tarot (2004) Ensayo.
- Yo, el tarot (2004) Ensayo y poesía.
- El maestro y las magas (2006) Memorias.
- Solo de amor (2006) Poesía.
- Teatro sin fin (tragedias, comedias y mimodramas) (2007)
- Correo terapéutico (2008) Ensayo.
- Manual de Psicomagia (consejos para sanar tu vida) (2009)
- Pasos en el vacío (2009) Poesía.
- Tres cuentos mágicos (para niños mutantes) (2009) Cuentos.
- Poesía sin fin (2009) Poesía completa.

## Teatro
- El minotauro – O Minotauro
- Zaratustra
- El juego que todos jugamos – O Jogo que Todos Jogamos
- El sueño sin fin – Um sonho sem fim
- Opera pánica (1993) – Ópera Pânica
- Escuela de ventrílocuos – Escola de Ventrílocos. Farsa anárquica e conto filosófico escrito para atores, marionetes.
- Las tres viejas (2003) – As Três Velhas. Melodrama grotesco

## Alejandro Jodorowsky no Brasil
As Três Velhas foi apresentado no Festival Internacional de Teatro de São José do Rio Preto,  em 2008, como uma pró-estreia. Com direção de Maria Alice Vergueiro, tem em seu elenco, além da atriz, Luciano Chirolli, Henrique Stroeter, Willian Amaral. Conta a história de duas marquesas gêmeas, de 88 anos, que vivem recolhidas em sua mansão arruinada sob os cuidados da criada, de 100 anos. Assombradas pela imagem de um pai terrível e quase mortas de fome, revolvem a vida e fazem estranhas descobertas. Este espetáculo iconoclasta recebeu duas leituras críticas neste Festival, a primeira, de Alexandre Mate, que afirmava que o espetáculo fora uma surpreendente combinação do riso, do disforme e do poético em busca de um teatro tão intenso quanto efêmero e outra de Robson Camargo que destacava na montagem da diretora a "crítica cáustica à família" e o "bacanal de fraldas geriátricas".

## Livros sobre Jodorowsky
- COBB, Ben (2007). Anarchy and Alchemy: The Films of Alejandro Jodorowsky (Persistence of Vision 6), editado por Louise Brealey, prefacio de Alan Jones, intr. de Stephen Barber. London, 2007 / New York, agosto, 2007, Creation Books.
- COILLARD, Jean-Paul (2009), De la cage au grand écran. Entretiens avec Alejandro Jodorowsky, Paris. K-Inite Editions.
- CHIGNOLI, Andrea (2009), Zoom back, Camera! El cine de Alejandro Jodorowsky, Santiago de Chile, Uqbar Editores.
- DOMÍNGUEZ ARAGONÉS, Edmundo (1980). Tres extraordinarios: Luis Spota, Alejandro Jodorowsky, Emilio “Indio” Fernández; Mexicali, México DF, Juan Pablos Editor. P. 109-146.
- GONZÁLEZ, Házael (2011), Alejandro Jodorowsky: Danzando con la realidad, Palma de Mallorca, Dolmen Editorial.
- JODOROWSKY, Alejandro (2005). A Jornada Espiritual de um Mestre, Rio de Janeiro, Gryphus Editora.
- LAROUCHE, Michel (1985). Alexandre Jodorowsky, cinéaste panique, Paris, ça cinéma, Albatros.
- MOLDES, Diego (2012). Alejandro Jodorowsky, Col. Signo e Imagen / Cineastas, Ediciones Cátedra, Madrid. Ensaio monográfico com prólogo de A. Jodorowsky.1 ISBN 978-84-376-3041-0
- MONTELEONE, Massimo (1993). La Talpa e la Fenice. Il cinema di Alejandro Jodorowsky, Bolonia, Granata Press.